# Sasayachō-dōri
Le Sasayachō-dōri (笹屋町通, Sasayachō-dōri) est une voie du centre-nord de Kyoto, dans l'arrondissement de Kamigyō. Orientée est-ouest, elle débute à l'Ōmiya-dōri (en) et termine au Shichihonmatsu-dōri (ja). 

## Description

### Situation
Le Sasayachō-dōri est une rue de l'arrondissement de Kamigyō, dans le centre-nord de la ville, traversant les quartiers de Kitanogomon-chō (北之御門町), Masuya-chō (桝屋町) et Sasaya-chō (笹屋町). Elle suit l'Ichijō-dōri (一条通) et précède le Motoseiganji-dōri (元誓願寺通). Elle va d'Ōmiya à l'est à Shichihonmatsu à l'ouest et se situe dans le Nishijin (西陣), secteur historique de l'industrie textile à Kyoto,.
La rue mesure quelque 800 mètres. La circulation se fait en sens unique de l'ouest vers l'est.

### Voies rencontrées
De l'est vers l'ouest, en ne tenant pas compte du sens de la circulation. Les voies rencontrées de la droite sont mentionnées par (d), tandis que celles rencontrées de la gauche, par (g), en gardant le sens de l'est vers l'ouest. 
1. Ōmiya-dōri (en) (大宮通)
2. Chiekōin-dōri (智恵光院通)
3. Jōfukuji-dōri (浄福寺通)
4. Senbon-dōri (en) (千本通)
5. Rokkenmachi-dōri (六軒町通)
6. Shichihonmatsu-dōri (ja) (七本松通)

- Sources : (ja) Université Ritsumeikan Asia Pacific (en), « 近代京都オーバーレイマップ », sur Art Research Center,‎ 2022 (consulté le 10 novembre 2022).

### Transports en commun
L'arrêt d'autobus le plus proche est l'arrêt coin Shinmachi et Imadegawa-dōri (今出川通) du réseau municipal (ja), sur la ligne 206.

## Odonymie
Le nom vient du Sasaya-chō (笹屋町), quartier dans lequel il se situe. Le quartier est à son tour nommé après une bambouseraie qui s'y situait auparavant, mais qui a plus tard été coupée pour faire place à de nouveaux marchands de textile.

## Histoire
Durant l'époque d'Edo, la rue était considérée comme faisant partie du Mushanokōji-dōri (武者小路通), maintenant confinée à quelque 400 mètres entre Karasuma-dōri (en) et Horikawa-dōri (en) à l'est. Plus tard, l'agrandissement du Horikawa-dōri et les refontes du cadastre par Toyotomi Hideyoshi séparent les deux rues. 
Pendant l'ère Tenshō, dans le dernier quart du XVIe siècle, le quartier quartier du Tendō (天道の町, Tendō no machi), nommé après le Tendō-sha (天道社), sanctuaire shinto qui y était situé, est développé, et on voit l'apparition de ce qui va devenir le Sasayachō-dōri,.

## Patrimoine et lieux d'intérêt
La rue est depuis devenue une rue résidentielle paisible, mais on y trouve de nombreux marchands de textile de qualité, vestiges du passé du secteur, ainsi que de nombreuses maisons de ville traditionnelles,.